# Droga wojewódzka nr 862
Droga wojewódzka nr 862 (DW862) – droga wojewódzka w województwie mazowieckim o długości 10 km łącząca wieś Tabor (gmina Celestynów) z Osieckiem. Droga w całości przebiega przez teren powiatu otwockiego, przez gminy: Celestynów oraz Osieck.

## Miejscowości leżące przy trasie DW862
- Tabor
- Podbiel
- Osieck